# آلترناتیو رکوردز
آلترناتیو رکوردز (انگلیسی: Alternative Records) شرکت نشر موسیقی آمریکایی است، که در سال ۱۹۷۹ توسط جلو بیافرا تأسیس شد.